# Best Capital Invest
 (juin 2016).
Best Capital Invest est un holding marocain actif depuis 1988. Le groupe opère dans différents domaines d'activité, notamment la distribution, l'agro-industrie, l'agriculture et l'agroalimentaire.

## Historique du groupe
- 1988 : Création de Top computer[2], un des tout premiers grossistes informatiques au Maroc
- 1993 : Création de Bestmark[3] Multimédia, première enseigne « Cash & carry » spécialisée dans la distribution IT[Quoi ?] au Maroc.
- 1997 : Constitution des domaines agrumicoles Bestlands sur 410 Ha de superficie dans la région d’Agadir.
- 2000 : Ouverture du dixième magasin Bestmark Multimédia avec une cadence d’ouverture de plus d’un magasin par an.
- 2001 : Création de Bestmark Télécom à la suite de l'acquisition de Meditel de la deuxième licence de téléphonie au Maroc
- 2005 : Ouverture du 150e magasin Bestmark Télécom
- 2008 : Acquisition de locaux à Sidi Maarouf s’étendant sur 5000 M2.
- 2011 : Création de Clémentina, une des unités d’emballage et de conditionnement d’agrumes les plus modernes au Maroc

## Pôles d'activités
- Retail IT & télécoms
- Agriculture & Agro-industrie